# Cầu Großhesselohe

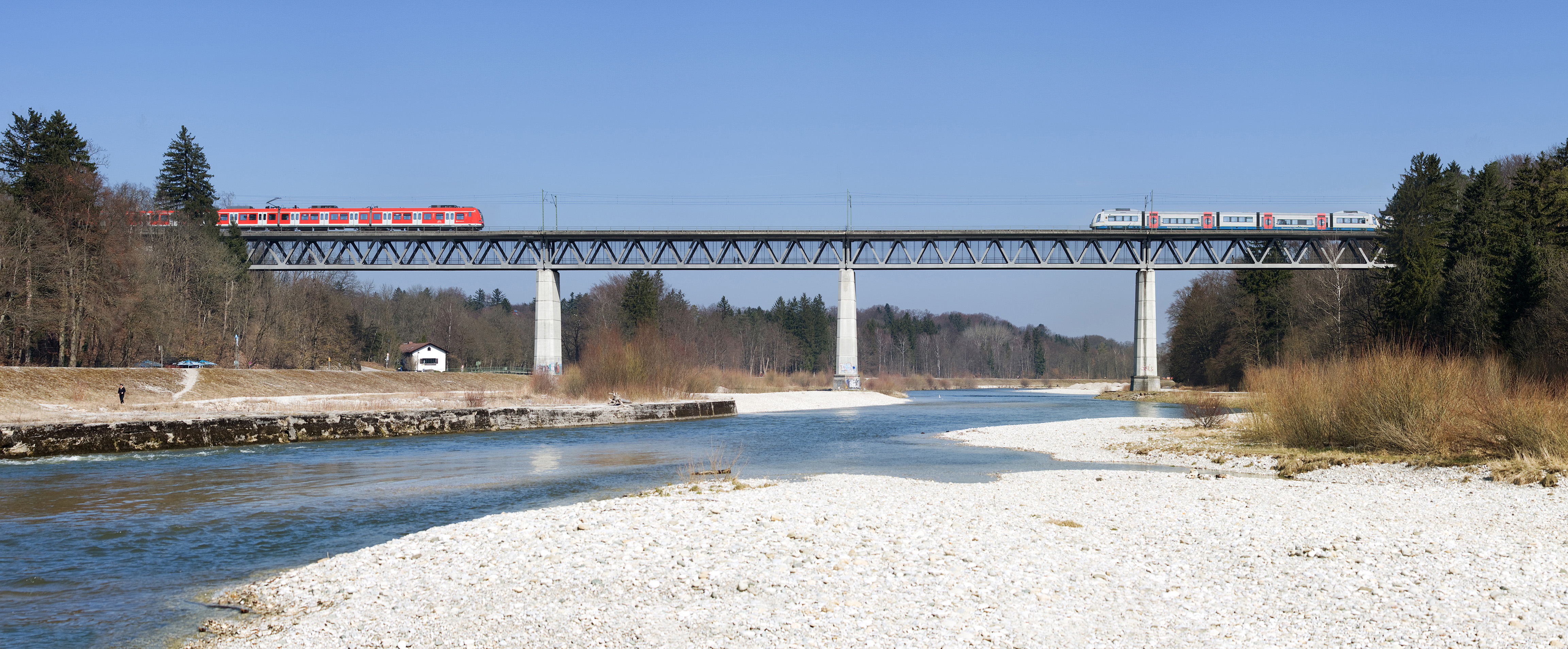
Cầu Großhesselohe mới với 1 xe lửa Bayerischen Oberlandbahn hướng München Hbf (phải) và S 27 hướng Deisenhofen (trái)

Cầu Großhesselohe là một cầu đường sắt tuyến đường München–Holzkirchen. Ngày nay cầu này được dùng bởi những xe lửa của Bayerische Oberlandbahn. Phía dưới đường rày là đường dành cho xe đạp và người đi bộ.

## Vị trí
Cầu Großhesselohe bắc ngang qua sông Isar (và Isar-Werkkanal chạy song song theo) ở phía Nam của München giữa khu vực Harlaching và Großhesselohe, một làng thuộc Pullach. Từ cầu khách đi xe lửa, cũng như người đi bộ và đi xe đạp nhìn được một quan cảnh gây nhiều ấn tượng của thung lũng Isar hay thành phố München, mà ta có thể thấy trong các bức tranh, hình chụp hay phim ảnh. Về phía Tây của cây cầu là nhà ga Großhesselohe cũ.

## Lịch sử

### Cây cầu đầu tiên: 1857–1983

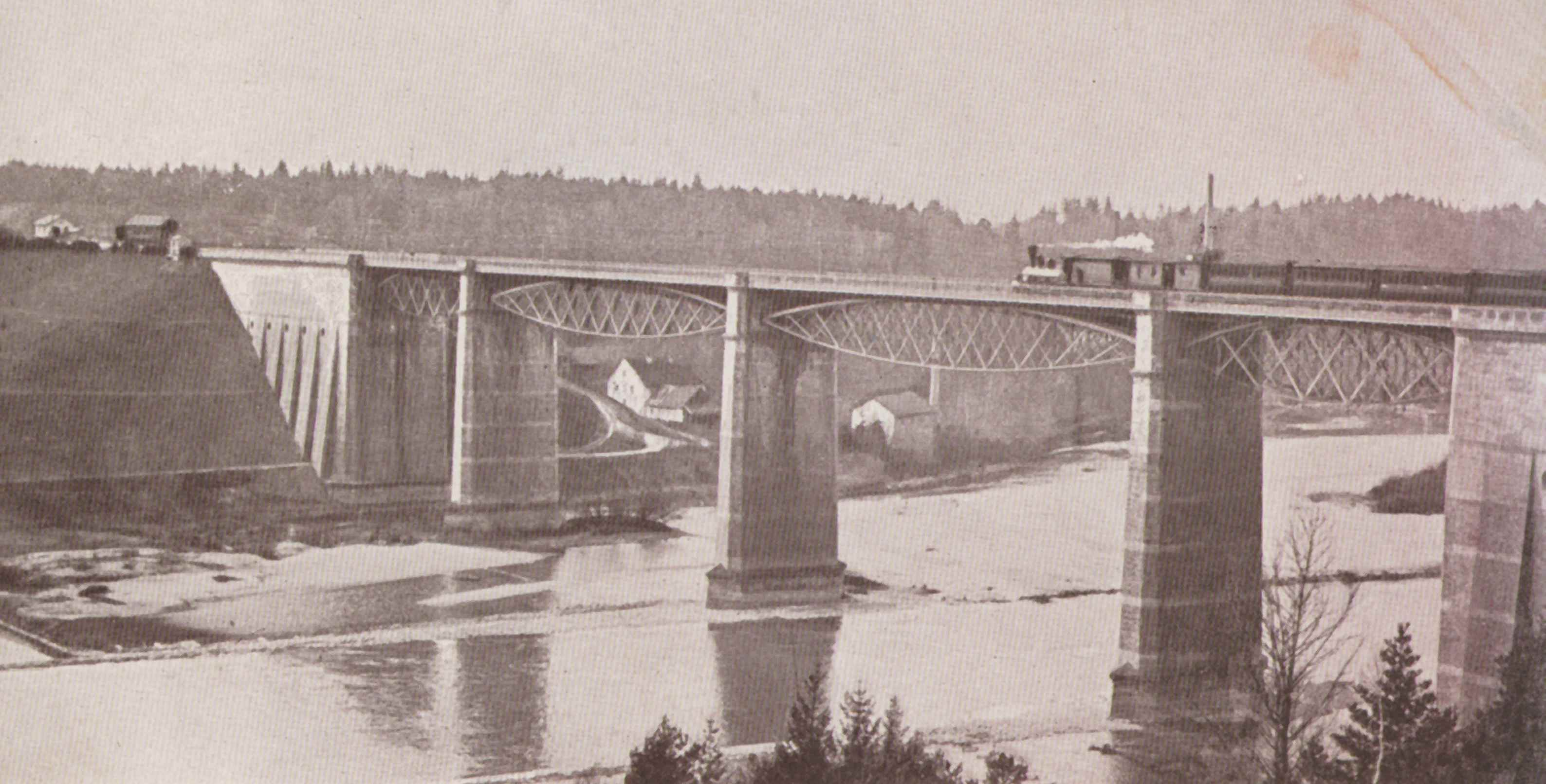
Cầu Großhesselohe trước năm 1908

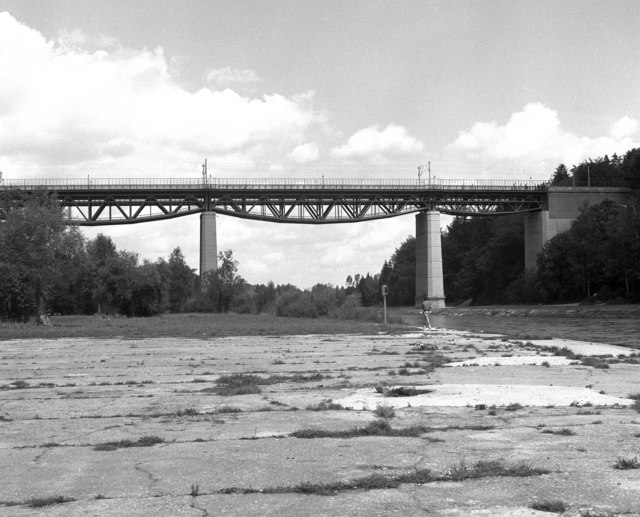
Cầu Großhesselohe vào năm 1982

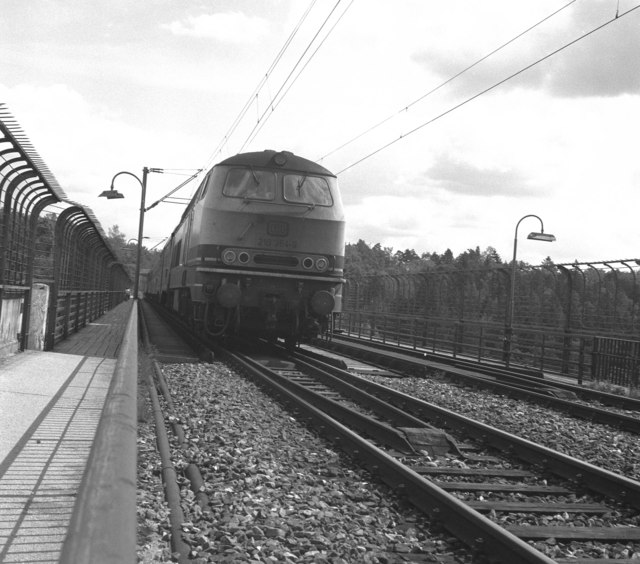
đường đi bộ trên cầu cũ

Cầu Großhesselohe được xây từ năm 1851 cho tới 1857 khi tuyến xe lửa Bayerische Maximiliansbahn được thành lập.

## Sách báo
- Lutz Eckardt: Wunderwerk der Brückenbaukunst. Die Großhesseloher Brücke. In: Landratsamt München, Kreissparkasse München Starnberg (Hrsg.): Vielfalt im Landkreis München. Heller & Partner, München 2004, ISBN 3-88863-022-3, S. 244-251.
- Bayerischer Architekten- und Ingenieur-Verband e.V. (Hrsg.): München und seine Bauten. (Reprint der Erstausgabe 1913). F. Bruckmann, München 1978, ISBN 3-7654-1747-5.
- Christine Rädlinger, Baureferat der Landeshauptstadt München (Hrsg.): Geschichte der Münchner Brücken. Franz Schiermeier Verlag, München 2008, ISBN 978-3-9811425-2-5 (Brücken bauen von der Stadtgründung bis heute).